# Lê Văn Hưng (tướng Việt Nam Cộng hòa)
Lê Văn Hưng (1933 - 1975) nguyên là một tướng lĩnh Bộ binh của Quân lực Việt Nam Cộng hòa, cấp bậc Chuẩn tướng. Ông xuất thân từ những khóa đầu tiên tại trường Sĩ quan Trừ bị do Chính phủ Quốc gia được sự hỗ trợ của Quân đội Pháp đã mở ra ở Nam phần với mục đích đào tạo sĩ quan người Việt. Ra trường, ông được về đơn vị Bộ binh. Ông đã tuần tự giữ những chức vụ ban đầu là chỉ huy cấp Trung đội cho đến chỉ huy cấp Sư đoàn Bộ binh. Có một thời gian ngắn ông được chuyển sang lĩnh vực Hành chính Quân sự với chức vụ Quận trưởng, rồi Tỉnh trưởng. Sau cùng ông được tín nhiệm giữ chức vụ Phó Tư lệnh một Quân đoàn. Ông là một trong năm tướng lĩnh đã tuẫn tiết trong sự kiện 30 tháng 4 năm 1975.

## Tiểu sử & Binh nghiệp
Ông sinh ngày 27 Tháng 3 năm 1933 tại Hóc Môn, Gia Định (nay thuộc Thành phố Hồ Chí Minh). Ông mồ côi cha từ nhỏ, ở với Mẹ và Dưỡng phụ. Thời niên thiếu, ông học ở trường Trung học Huỳnh Khương Ninh, Sài Gòn. Năm 1952, ông tốt nghiệp với văn bằng Tú tài bán phần (Part I). Sau đó, ông được tuyển dụng làm việc cho một Công ty người Pháp tại Sài Gòn.

### Quân đội Quốc gia Việt Nam
Giữa năm 1954, thi hành lệnh động viên, ông nhập ngũ vào Quân đội Quốc gia, mang số quân: 53/115.100. Theo học khóa 5 Vì Dân tại trường Sĩ quan Trừ bị Thủ Đức, khai giảng ngày 16 tháng 6 năm 1954. Ngày 1 tháng 2 năm 1955 mãn khóa tốt nghiệp với cấp bậc Thiếu úy. Ra trường ông được cử đi làm Trung đội trưởng trong Tiểu đoàn 13 Việt Nam, đồn trú tại Bình Mỹ, Châu Đốc.

### Quân đội Việt Nam Cộng hòa
Đầu tháng 11 năm 1955, sau khi nền Đệ nhất Cộng hòa ra đời và Quân đội Quốc gia được đổi tên thành Quân đội Việt Nam Cộng hòa, ông đã cùng đơn vị trực tiếp tham dự chiến dịch Đinh Tiên Hoàng bình định miền Tây do Đại tá Dương Văn Đức chỉ huy, chiến dịch chấm dứt vào tháng 12 cùng năm.
Đầu năm 1957, ông được thăng cấp Trung úy và được cử giữ chức vụ Đại đội trưởng của Tiểu đoàn 13. Giữa năm 1959, ông thuyên chuyển qua Trung đoàn 31 thuộc Sư đoàn 21 Bộ binh giữ chức vụ Trưởng ban 2 của Trung đoàn.
Đầu năm 1961, ông được biệt phái sang lĩnh vực Hành chính làm Trưởng ty Cảnh sát tỉnh Vĩnh Bình. Đến giữa năm 1962, ông được cử giữ chức vụ Quận trưởng quận Trà Ôn thuộc tỉnh Vĩnh Bình.
Đầu tháng 2 năm 1964, sau cuộc Chỉnh lý ngày 30 tháng 1 của tướng Nguyễn Khánh, ông được thăng cấp Đại úy tại nhiệm. Sau đó trở lại đơn vị cũ là Trung đoàn 31 Bộ binh và được cử làm Tiểu đoàn phó Tiểu đoàn 2. Tháng 12 cùng năm, ông được cử làm Tiểu đoàn trưởng Tiểu đoàn 2.. Ngày Quốc khánh Đệ nhị Cộng hòa 1/11/1965 ông được đặc cách thăng cấp Thiếu tá tại mặt trận. Cuối năm 1966, ông được cử giữ chức vụ Trung đoàn trưởng Trung đoàn 31
Thời gian làm Tiểu đoàn trưởng Tiểu đoàn 2 và chỉ huy Trung đoàn 31, ông đã trải qua các Tư lệnh Sư đoàn là Đại tá Đặng Văn Quang (6/1964-3/1965), Đại tá Nguyễn Văn Minh (3/1965-6/1968) và Đại tá Nguyễn Vĩnh Nghi (6/1968-5/1972).
Ngày Quân lực 19 tháng 6 năm 1967, ông được thăng cấp Trung tá tại nhiệm. Ngày lễ Quốc khánh 1 tháng 11 năm 1968, ông được thăng cấp Đại tá tại nhiệm. Đầu năm 1969, ông được cử giữ chức Phụ tá Hành quân tại Bộ Tư lệnh Quân đoàn IV, lần lượt qua các Tư lệnh Quân đoàn là Thiếu tướng Nguyễn Viết Thanh (7/1968-5/1970) và Thiếu tướng Ngô Du (5/1970-8/1970)).
Trung tuần tháng 7 năm 1970, một lần nữa biệt phái sang lĩnh vực Hành chính Quân sự ông được bổ nhiệm làm Tỉnh trưởng kiêm Tiểu khu trưởng Tiểu khu Phong Dinh (nay là Thành phố Cần Thơ) thay thế Đại tá Nguyễn Văn Khương (tử trận, được truy thăng Chuẩn tướng). Thượng tuần tháng 6 năm 1971, được lệnh bàn giao chức vụ Tỉnh trưởng kiêm Tiểu khu trưởng Phong Dinh lại cho Đại tá Chương Dzềnh Quay (nguyên Tư lệnh phó Sư đoàn 21 bộ binh). Sau đó ông được bổ nhiệm chức vụ Tư lệnh Sư đoàn 5 Bộ binh thay thế Thiếu tướng Nguyễn Văn Hiếu được chuyển về Bộ tư lệnh Quân đoàn III làm Tư lệnh phó Quân đoàn.
Tháng 3 năm 1972, ông được thăng cấp Chuẩn tướng tại Bộ tư lệnh Sư đoàn 5 ở căn cứ Lai Khê, Bình Dương. Sau chiến trận "Mùa hè đỏ lửa", ông được tặng thưởng tại mặt trận Đệ Tam đẳng Bảo quốc Huân chương kèm Anh dũng Bội tinh với nhành Dương liễu cùng ân thưởng Huy chương đặc biệt mang danh hiệu "Bình Long Anh dũng". Đến tháng 9 cùng năm, ông được lệnh bàn giao chức vụ Tư lệnh Sư đoàn 5 lại cho Đại tá Trần Quốc Lịch, thuyên chuyển về Quân đoàn IV giữ chức vụ Phụ tá Hành quân cho Tư lệnh Quân đoàn là Thiếu tướng Nguyễn Vĩnh Nghi kiêm Chỉ huy trưởng Lực lượng Đặc nhiệm của Quân đoàn.
Thượng tuần tháng 6 năm 1973, ông được bổ nhiệm làm Tư lệnh Sư đoàn 21 Bộ binh thay thế Đại tá Chương Dzềnh Quay được cử làm Tham mưu trưởng Quân đoàn IV. Ngày Quốc khánh 1 tháng 11 năm 1974, ông được lệnh bàn giao Sư đoàn 21 lại cho Đại tá Mạch Văn Trường (nguyên Chánh thanh tra của Sư đoàn), để về lại Quân đoàn IV giữ chức vụ Phó Tư lệnh Quân đoàn do Thiếu tướng Nguyễn Khoa Nam làm Tư lệnh.

## Cái chết
Ngày 30 tháng 4 vào lúc 8 giờ 45 sáng, khi được tin Tổng thống Dương Văn Minh ra lệnh buông vũ khí đầu hàng, tại Bộ tư lệnh Quân đoàn IV, Chuẩn tướng Lê Văn Hưng bất tuân, không chịu đào thoát hoặc đầu hàng Quân Bắc Việt.
Sau khi gặp mặt thuộc cấp dặn dò, vĩnh biệt gia đình, Chuẩn tướng Lê Văn Hưng đã tuẫn tiết tại tư dinh ở trại Lê Lợi, Cần Thơ, bằng cách dùng súng lục bắn vào tim, hưởng dương 42 tuổi.
Ông được an táng tại khu đất của gia đình trên đường Nguyễn Viết Thanh, Thành phố Cần Thơ.

## Gia đình
- Cha đẻ mất sớm
- Dưỡng phụ: Cụ Trần Văn Kiển (nguyên Trưởng ty Quan thuế Biên Hòa)
- Thân mẫu: Cụ Trương Thị Đức
- Phu nhân: Bà Phạm Thị Kim Hoàng (chính thất và là người phối ngẫu thứ 2 của tướng Hưng, bà đã có một con riêng tên là Lê Việt Quốc, trước khi kết hôn với tướng Hưng)

Ông bà có 2 người con (1 trai, 1 gái):
 Lê Quốc Hải, Lê Thiên Hà
(Vợ đầu của tướng Hưng là bà Nguyễn Xuân Mai (ly dị với tướng Hưng và đã tái hôn). Ông bà có 1 người con gái tên là Lê Ánh Tuyết)
1- Người vợ đầu tiên của Tướng Hưng là bà Nguyễn Thị Xuân Mai, có một người con gái duy nhất: Lê Kiều Ánh Tuyết. Lúc đó ông Hưng còn đeo lon Trung Úy Lê Văn Hưng.
2- Người vợ thứ hai là bà Trần Xuân Nga, có một người con gái: Lê Kiều Ánh Nguyệt.
3- Người vợ sau cùng của Tướng Hưng cho đến lúc ông tuẫn tiết (30-4-1975) là bà Phạm Thị Kim Hoàng, có hai người con, con trai: Lê Uy Hải, và con gái: Lê Thiên Hà.

## Huy chương
- Huy chương Việt Nam Cộng hòa:
-Bảo quốc Huân chương đệ tam đẳng
-Đệ nhất hạng Chương mỹ Bội tinh
-Đệ nhất hạng Lục quân Huân chương
-Huy chương Ưu dũng Bội tinh
-Hai mươi tám Anh dũng Bội tinh với nhành Dương liễu
-Nhiều huy chương quân sự và dân sự
-Ba Chiến thương Bội tinh
- Huy chương Hoa Kỳ:
-Huy chương Silver Star
-Năm huy chương Bronze Star with "V" device